# Argyrogrammana nurtia
Argyrogrammana nurtia is een vlindersoort uit de familie van de prachtvlinders (Riodinidae), onderfamilie Riodininae.
Argyrogrammana nurtia werd in 1911 beschreven door Stichel.